# Ivan Ergić
Ivan Ergić (in serbo Иван Ергић?; Sebenico, 21 gennaio 1981) è un ex calciatore serbo, di ruolo centrocampista.

## Carriera

### Club
Iniziò la carriera di professionista nel 1999 in Australia, con la maglia del Perth Glory, giocando da mezzapunta e mettendo a segno 10 gol in 32 incontri. Nel 2000 venne ingaggiato dalla Juventus, dove però non giocò mai, tanto da passare, ancora prima dell'inizio del campionato (dopo 2 settimane per l'esattezza), al Basilea, con cui ha conquistato quattro campionati svizzeri (2002, 2004, 2005 e 2008) ed altrettante coppe nazionali (2002, 2003, 2007, 2008).
Nel giugno 2004 iniziò a soffrire di un malessere che gli impediva di giocare: gli venne diagnosticata una profonda depressione. Venne quindi ricoverato nella clinica universitaria di Basilea, e vi rimase fino ad ottobre. Il Basilea però non lo licenziò, ma lo considerò sempre parte della rosa e, al suo rientro nel 2006, gli venne affidata la fascia di capitano. Egli stesso, nel 2006, rifiutò di continuare a indossarla.
Nel 2009, dopo l'arrivo sulla panchina della squadra svizzera di Thorsten Fink, si trasferì al Bursaspor, con cui riuscì a vincere il campionato turco, il primo nella storia del club. Rimase a Bursa anche nel 2010-2011, disputando anche la Champions League (la squadra fu eliminata dopo la prima fase a gironi). Al termine della stagione, scelse di ritirarsi.

### Nazionale
Dopo il debutto, avvenuto in amichevole nel 2006 contro l'Uruguay, con la Nazionale serba, partecipò ai Mondiali del 2006. Fu lui stesso a chiedere di non essere più convocato in Nazionale poco tempo dopo, gradendo poco l'ambiente ultranazionalista molto vicino alla selezione.

## Fuori dal campo
Lo stato di depressione di cui si ammalò portò Ergić alla ribalta delle cronache. Il 7 aprile 2005 si presentò infatti davanti alle telecamere del seguitissimo programma svizzero condotto dal giornalista Kurt Aeschbacher, rilasciando un'intervista che spaziava su più argomenti. Descrisse di come ormai fosse necessario rompere il tabù della depressione nel mondo del calcio, considerata sempre una sorta di macchia nell'idea del calciatore-macho. Ergić criticò poi il sistema capitalistico, citando Karl Marx in riferimento a come il capitalismo «avrebbe portato all'alienazione assoluta». Si espresse duramente anche sul tema della concorrenza tra calciatori di alto livello, anch'essa viziata dal sistema capitalistico, e di come tale pressione lo aveva condotto alla depressione. Ergić divenne pertanto uno dei più noti personaggi del calcio recente di alto livello, ad essersi esposto politicamente.
Il suo stile di vita è sempre stato lontano da quello stereotipato dei calciatori. Dal 2008 ha un suo personale spazio sulla rivista Politika, tra i più importanti quotidiani dell'area balcanica, facendo riferimento ad autori come Marx, Engels, Hegel, Sartre e Camus, con l'obiettivo di criticare le basi filosofiche del calcio moderno, vittima della esasperata competizione e del sistema capitalistico.

## Statistiche

### Cronologia presenze e reti in nazionale

#### Serbia e Montenegro
| Cronologia completa delle presenze e delle reti in nazionale ― Serbia e Montenegro | Cronologia completa delle presenze e delle reti in nazionale ― Serbia e Montenegro | Cronologia completa delle presenze e delle reti in nazionale ― Serbia e Montenegro | Cronologia completa delle presenze e delle reti in nazionale ― Serbia e Montenegro | Cronologia completa delle presenze e delle reti in nazionale ― Serbia e Montenegro | Cronologia completa delle presenze e delle reti in nazionale ― Serbia e Montenegro | Cronologia completa delle presenze e delle reti in nazionale ― Serbia e Montenegro | Cronologia completa delle presenze e delle reti in nazionale ― Serbia e Montenegro |
| Data                                                                               | Città                                                                              | In casa                                                                            | Risultato                                                                          | Ospiti                                                                             | Competizione                                                                       | Reti                                                                               | Note                                                                               |
| ---------------------------------------------------------------------------------- | ---------------------------------------------------------------------------------- | ---------------------------------------------------------------------------------- | ---------------------------------------------------------------------------------- | ---------------------------------------------------------------------------------- | ---------------------------------------------------------------------------------- | ---------------------------------------------------------------------------------- | ---------------------------------------------------------------------------------- |
| 27-5-2006                                                                          | Belgrado                                                                           | Serbia e Montenegro                                                                | 1 – 1                                                                              | Uruguay                                                                            | Amichevole                                                                         | -                                                                                  | 75’                                                                                |
| 16-6-2006                                                                          | Gelsenkirchen                                                                      | Argentina                                                                          | 6 – 0                                                                              | Serbia e Montenegro                                                                | Mondiali 2006 - 1º Turno                                                           | -                                                                                  | 46’                                                                                |
| 21-6-2006                                                                          | Monaco di Baviera                                                                  | Costa d'Avorio                                                                     | 3 – 2                                                                              | Serbia e Montenegro                                                                | Mondiali 2006 - 1º Turno                                                           | -                                                                                  |                                                                                    |
| Totale                                                                             |                                                                                    | Presenze                                                                           | 3                                                                                  |                                                                                    | Reti                                                                               | 0                                                                                  |                                                                                    |

#### Serbia
| Cronologia completa delle presenze e delle reti in nazionale ― Serbia | Cronologia completa delle presenze e delle reti in nazionale ― Serbia | Cronologia completa delle presenze e delle reti in nazionale ― Serbia | Cronologia completa delle presenze e delle reti in nazionale ― Serbia | Cronologia completa delle presenze e delle reti in nazionale ― Serbia | Cronologia completa delle presenze e delle reti in nazionale ― Serbia | Cronologia completa delle presenze e delle reti in nazionale ― Serbia | Cronologia completa delle presenze e delle reti in nazionale ― Serbia |
| Data                                                                  | Città                                                                 | In casa                                                               | Risultato                                                             | Ospiti                                                                | Competizione                                                          | Reti                                                                  | Note                                                                  |
| --------------------------------------------------------------------- | --------------------------------------------------------------------- | --------------------------------------------------------------------- | --------------------------------------------------------------------- | --------------------------------------------------------------------- | --------------------------------------------------------------------- | --------------------------------------------------------------------- | --------------------------------------------------------------------- |
| 2-9-2006                                                              | Belgrado                                                              | Serbia                                                                | 1 – 0                                                                 | Azerbaigian                                                           | Qual. Euro 2008                                                       | -                                                                     | 74’                                                                   |
| 6-9-2006                                                              | Varsavia                                                              | Polonia                                                               | 1 – 1                                                                 | Serbia                                                                | Qual. Euro 2008                                                       | -                                                                     | 67’                                                                   |
| 7-10-2006                                                             | Belgrado                                                              | Serbia                                                                | 1 – 0                                                                 | Belgio                                                                | Qual. Euro 2008                                                       | -                                                                     | 71’                                                                   |
| 11-10-2006                                                            | Belgrado                                                              | Serbia                                                                | 3 – 0                                                                 | Armenia                                                               | Qual. Euro 2008                                                       | -                                                                     | 72’                                                                   |
| 15-11-2006                                                            | Belgrado                                                              | Serbia                                                                | 1 – 1                                                                 | Norvegia                                                              | Amichevole                                                            | -                                                                     |                                                                       |
| 24-3-2007                                                             | Almaty                                                                | Kazakistan                                                            | 2 – 1                                                                 | Serbia                                                                | Qual. Euro 2008                                                       | -                                                                     | 70’                                                                   |
| 10-9-2008                                                             | Saint-Denis                                                           | Francia                                                               | 2 – 1                                                                 | Serbia                                                                | Qual. Mondiali 2010                                                   | -                                                                     | 56’                                                                   |
| 19-11-2008                                                            | Belgrado                                                              | Serbia                                                                | 6 – 1                                                                 | Bulgaria                                                              | Amichevole                                                            | -                                                                     | 60’                                                                   |
| Totale                                                                |                                                                       | Presenze                                                              | 8                                                                     |                                                                       | Reti                                                                  | 0                                                                     |                                                                       |

## Palmarès
- Campionato svizzero: 4

Basilea: 2001-2002, 2003-2004, 2004-2005, 2007-2008
- Coppa Svizzera: 4

Basilea: 2001-2002, 2002-2003, 2006-2007, 2007-2008
- Campionato turco: 1

Bursaspor: 2009-2010